# Transkripce (DNA)

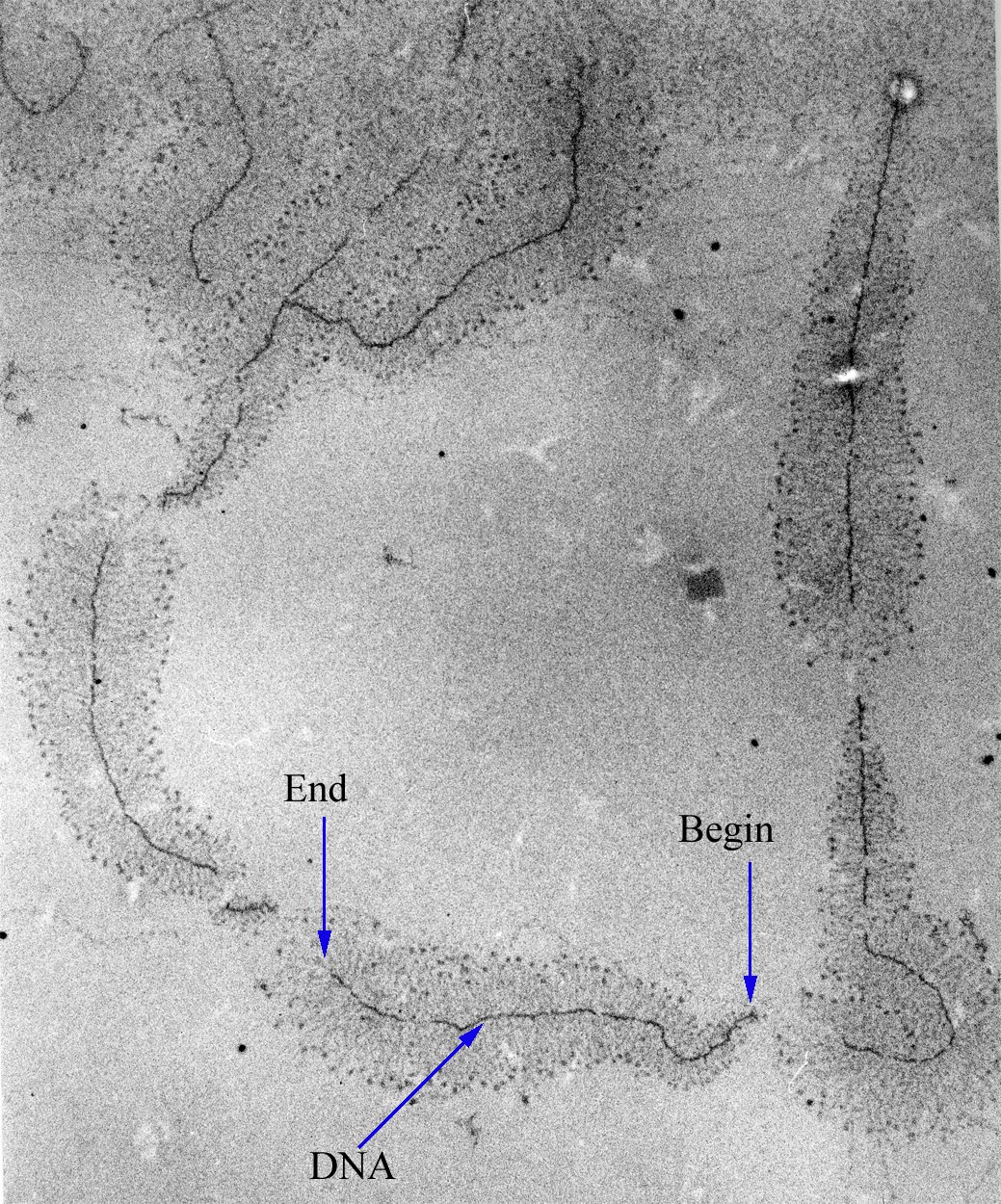
Vlákno DNA, od něhož vybíhají jednotlivé provazce právě vznikající ribozomální RNA
(elektronový mikroskop, 40 000x)

Transkripce („přepis“) je proces, při němž je podle genetické informace zapsané v řetězci DNA vyráběn řetězec RNA. RNA obvykle představuje prostředníka mezi genetickým materiálem a bílkovinami, jež se podle něho vyrábí. Existují však i některé nekódující RNA, které vznikají z DNA, ale nikdy z nich protein nevzniká. Transkripce je důležitá součást tzv. centrálního dogmatu molekulární biologie. Probíhá u všech známých organizmů včetně virů. U bakterií se odehrává volně v cytoplazmě, u některých vyšších organizmů (tzv. eukaryota) probíhá v buněčném jádře.
V centru transkripce stojí enzym RNA polymeráza, schopný podle vzoru v podobě DNA vyrábět kopii v podobě RNA. Nejdříve se rozplete dvoušroubovice DNA, která se skládá z jednotlivých genů. RNA polymeráza se naváže na začátek genu a začne na nukleotidy DNA připojovat komplementární nukleotidy RNA (kupříkladu řetězec DNA v podobě A-T-C-G-G se do RNA přepíše jako U-A-G-C-C). Když se do mRNA přepíše celý gen, jednořetězcová lineární molekula RNA se odpojí a v typickém případě putuje k ribozomu, kde z ní v procesu translace vzniká bílkovina. Toto schéma je u všech organizmů podobné, ale při bližším pohledu se zejména bakterie (prokaryota) odchylují od typického modelu známého např. u živočichů či hub.

## Parametry

### Rychlost
Rychlost transkripce je u eukaryot asi 1 200–2 000 nukleotidů za minutu (20–30 za sekundu). V laboratoři je však ve zkumavce (in vitro) možno dosáhnout poněkud nižší rychlosti, asi 100–300 nukleotidů za minutu.

### Chybovost
Chybovost RNA polymerázy, tedy hlavního enzymu transkripce, je vyšší než u DNA polymeráz ovládajících replikaci. Při transkripci se objeví přibližně jedna chyba za 10 000 bází (chybovost 10−4), což však není příliš na závadu, protože životnost RNA molekul bývá v buňce poměrně krátká. Příčiny chybovosti RNA polymerázy jsou velmi různé. Může se například stát, že je do vznikající RNA začleněn místo guaninu adenin. Důvodem je v tomto případě neopravená deaminace cytosinu na uracil ve vzorovém vlákně DNA.

## Průběh transkripce

Iniciace (RNAP = RNA polymeráza)

Elongace

Terminace

Transkripce je v něčem podobná replikaci, tedy procesu, kdy se na základě jednoho řetězce DNA vytváří vlákno jiné. Oba tyto procesy jsou součástí centrálního dogmatu molekulární biologie, jehož součástí je tvrzení, že proteiny v těle vznikají na základě jakéhosi vzoru zapsaného v genech v DNA. Tyto geny jsou právě v procesu transkripce přepsány do RNA, označované jako primární transkript. Souhrn všech RNA vznikajících v buňce se nazývá transkriptom. V typickém případě vzniká zejména mRNA (jakýsi „návod na výrobu bílkovin“), ale někdy i jiné druhy RNA s poněkud odlišnou funkcí. Tyto tzv. nekódující RNA se liší od mRNA tím, že nekódují proteiny, přesto jsou však nezbytné:
- rRNA (ribozomální RNA) – stavební funkce v ribozomu (tRNA)
- tRNA (transferová RNA) – zajišťuje transport aminokyselin k ribozomu
- miRNA (microRNA) – regulace genové exprese některých genů
- siRNA (small interfering RNA) – role v procesu RNA interference
- snRNA (small nuclear RNA) – podílí se na splicingu

Celý proces, během něhož vzniká podle DNA molekuly řetězec RNA, je kontrolován složitou molekulární mašinérií, v jejímž centru stojí enzym RNA polymeráza. Tato polymeráza se naváže na začátek genu, jenž má být přepsán do RNA, načež postupuje nukleotid po nukleotidu a vyrábí z jednotlivých ribonukleotidů (ATP, CTP, GTP, UTP) řetězec RNA. Jeden gen může být přepisován zároveň několika RNA polymerázami, a tak mnohdy vznikne za hodinu z jediného genu až tisíc transkriptů. Celý proces je poměrně komplikovaný a obecně je možné transkripci rozdělit na čtyři fáze:
- Navázání na oblast DNA označovanou jako promotor a následná aktivace RNA polymerázy; v tomto bodě se projevuje komplikovaný regulační systém ovládající transkripci
- Iniciace – rozvine se dvoušroubovice DNA, začne se vytvářet RNA a RNA polymeráza vystupuje z oblasti promotoru
- Elongace – prodlužování řetězce
- Terminace – ukončení transkripce a uvolnění RNA molekuly; následuje několik posttranskripčních úprav, které ovšem nejsou součástí procesu transkripce.

Platí některé zákonitosti:
- K transkripci dochází zásadně ve směru 5'-3', tedy podobně jako u replikace.[3]
- Jsou nutné jisté transkripční faktory. Ty se vážou buď na začátek nebo na konec genu, případně na samotnou RNA polymerázu, a regulují transkripci. I tak jednoduché organizmy, jako pivní kvasinky (S. cerevisiae), mají kolem 200 transkripčních faktorů; člověk jich má téměř 10krát více.[1]
- Při transkripci dochází ke kopírování kratších úseků, než při replikaci DNA, ale i tak dosahuje RNA polymeráza úctyhodných výkonů. Nejdelší přepisovaný gen je dystrofin, jehož primární transkript má délku 2 400 000 nukleotidů. Transkripce tohoto genu trvá 16 hodin.[4]

### U bakterií

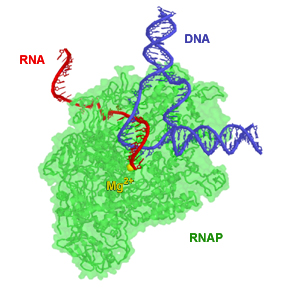
Bakteriální RNA polymeráza; na obrázku z bakterie Thermus aquaticus

Bakteriální RNA polymeráza je složitý bílkovinný komplex složený z několika podjednotek. Za iniciaci, tedy počáteční fázi transkripce, je zodpovědná především podjednotka sigma (sigma faktor, σ). RNA polymeráza se pohybuje po prokaryotické buňce a v oblasti zvané nukleoid (jakási prokaryotická obdoba jádra) volně klouže po dvoušroubovici DNA. Když RNA polymeráza rozezná promotor (tedy jistou sekvenci DNA označující začátek genu), naváže se pevně na DNA a krátce poté se uvolní z enzymu pryč již dříve zmíněná sigma podjednotka.
Na konci genu se obvykle vyskytují palindromické sekvence. Existují dvě možnosti, jak u bakterií ukončit transkripci. V některých případech je na konci genu možné najít opakující se guanin–cytosin (G–C) vazby a následně sekvenci několika adeninových bází. RNA řetězec se vlivem této sekvence „zacuchá“, a vzniklé prostorové uspořádání je zřejmě signál pro RNA polymerázu, aby ukončila svou aktivitu. V druhém případě je k terminaci transkripce nutný protein rho, který rozpozná jistou sekvenci na RNA a vytrhne konec RNA řetězce z dosahu RNA polymerázy. Oba způsoby terminace však zřejmě vyžadují jisté pomocné bílkoviny a pomocné okolní sekvence, které jejich průběh ovlivňují.

### U eukaryot
Eukaryota, tedy například živočichové, rostliny či prvoci, se vyznačují poněkud odlišným způsobem transkripce. Mají ne jednu, ale rovnou tři druhy RNA polymeráz, každá se specializuje na jinou RNA. Nejdůležitější je bezpochyby RNA polymeráza II, která přepisuje geny kódující všechny bílkoviny, ale i většinu genů pro snRNA. RNA polymeráza I se nachází v jadérku a umožňuje přepis většiny ribozomální RNA (rRNA). RNA polymeráza III se účastní transkripce některých dalších rRNA a snRNA, hlavně však tRNA a některé další nekódující RNA.
U eukaryot je pro iniciaci (spuštění) transkripce nutná přítomnost specifické sekvence na DNA, tzv. promotoru, a také některých transkripčních faktorů. Mezi tzv. obecné transkripční faktory v typickém případě (u RNA polymerázy II) patří jmenovitě TFIIA, TFIIB, TFIID, TFIIE, TFIIF a TFIIH. Alespoň pět se jich musí navázat na RNA polymerázu, čímž vznikne tzv. preiniciační komplex nutný k tomu, aby transkripce vůbec začala. Důležitou složkou transkripčního faktoru TFIID je tzv. TATA-vazebný protein (TBP). Ten se za pomoci dalších bílkovin obvykle váže na TATA box, což je klíčová část promotoru umístěného na začátku genu. TFIIH zase rozplete dvoušroubovici DNA (helikázová aktivita). Nakonec se všechny transkripční faktory – až na TFIIF – uvolní z RNA polymerázy a postupně dochází k elongaci řetězce přidáváním jednotlivých ribonukleotidů. Na rozdíl od bakterií se ve výsledném primárním transkriptu (molekule RNA bezprostředně po transkripci) vyskytují nejen kódující sekvence (exony), ale i introny, které žádný protein nekódují, a tak je řetězec RNA mnohdy výrazně delší než u bakterií. Ukončení, čili terminaci transkripce u eukaryot, způsobuje sekvence opakujících se adeninových bází (poly-A) za posledním exonem.

## Regulace
Ve většině případů je transkripce poměrně nekompromisně regulována, aby nedocházelo k nadměrné genové expresi, tzn. k vytváření velkého množství mRNA. Není totiž žádoucí (alespoň v případě mnohobuněčného organizmu) v každé buňce vytvářet všechny možné proteiny. Důležité regulační události se dějí již před transkripcí. Zřejmě totiž hraje podstatnou roli, jakým způsobem je DNA v daném místě sbalena (kondenzována) a jak jsou organizovány tzv. nukleozomy. V typickém případě transkripci podporuje acetylace histonů; jejich deacetylace naopak transkripci tlumí. Transkripci mimo to také tlumí (různými mechanismy) metylace DNA. Uvažuje se také o tom, že transkripci aktivuje tzv. Z-DNA, tedy určitý typ prostorového uspořádání dvoušroubovice. Co se týče samotné transkripce, významnými regulátory jsou zejména tzv. transkripční faktory. U bakterií je často citovaným příkladem regulace transkripce tzv. lac operon.